# 刘玲
刘玲（1968年—），江苏阜宁人，汉族，中华人民共和国政治人物、第十二届全国人民代表大会江苏地区代表。
毕业于华东政法学院法学专业，加入中国农工民主党。担任江苏省女律师协会会长。2008年起担任全国人大代表。2013年，被选为全国人大代表。